# Campionato mondiale maschile di hockey su pista Lisbona 1947
Il Campionato mondiale di hockey su pista 1947 (in inglese 1947 Roller Hockey World Cup) è stata la terza edizione della massima competizione per le rappresentative di hockey su pista maschili maggiori e fu organizzata dalla Fédération Internationale de Roller Sports. La competizione si svolse dal 17 al 23 maggio 1947 a Lisbona in Portogallo. 
La vittoria finale è andata alla nazionale del Portogallo che si è aggiudicata il torneo per la prima volta nella sua storia.
Il torneo fu valido anche come 13ª edizione del campionato europeo.

## Formula
Il campionato del mondo 1947 vide la partecipazione di sette squadre nazionali. La manifestazione fu organizzata tramite un girone all'italiana con gare di sola andata; erano assegnati due punti per l'incontro vinto, un punto a testa per l'incontro pareggiato e zero la sconfitta. Al termine del torneo la squadra prima classificata venne proclamata campione del Mondo.

## Squadre partecipanti
| Squadra     | Partecipazioni precedenti al torneo |
| ----------- | ----------------------------------- |
| Belgio      | 2 (1936, 1939)                      |
| Francia     | 2 (1936, 1939)                      |
| Inghilterra | 2 (1936, 1939)                      |
| Italia      | 2 (1936, 1939)                      |
| Portogallo  | 2 (1936, 1939)                      |
| Spagna      | - (Esordiente)                      |
| Svizzera    | 2 (1936, 1939)                      |

Nota bene: nella sezione "partecipazioni precedenti al torneo" le date in grassetto indicano la squadra che ha vinto quell'edizione del torneo

## Svolgimento del torneo

### Classifica finale
| Pos | Squadra     | Pt | G | V | N | P | GF | GS | DG  |
| --- | ----------- | -- | - | - | - | - | -- | -- | --- |
| 1.  | Portogallo  | 12 | 6 | 6 | 0 | 0 | 27 | 8  | +19 |
| 2.  | Belgio      | 7  | 6 | 3 | 1 | 2 | 24 | 14 | +10 |
| 3.  | Spagna      | 7  | 6 | 3 | 1 | 2 | 13 | 13 | 0   |
| 4.  | Italia      | 6  | 6 | 3 | 0 | 3 | 20 | 16 | +4  |
| 5.  | Inghilterra | 6  | 6 | 3 | 0 | 3 | 15 | 19 | -4  |
| 6.  | Francia     | 4  | 6 | 2 | 0 | 4 | 12 | 22 | -10 |
| 7.  | Svizzera    | 0  | 6 | 0 | 0 | 6 | 10 | 29 | -19 |

### Risultati
| Data      | Ora | Gara        | Gara | Gara        |
| --------- | --- | ----------- | ---- | ----------- |
| 17 maggio |     | Belgio      | 2-7  | Portogallo  |
| 17 maggio |     | Spagna      | 2-1  | Svizzera    |
| 17 maggio |     | Francia     | 2-3  | Inghilterra |
| 18 maggio |     | Belgio      | 6-2  | Francia     |
| 18 maggio |     | Spagna      | 1-2  | Portogallo  |
| 18 maggio |     | Italia      | 7-2  | Svizzera    |
| 19 maggio |     | Belgio      | 3-4  | Italia      |
| 19 maggio |     | Francia     | 1-7  | Portogallo  |
| 19 maggio |     | Inghilterra | 5-2  | Svizzera    |
| 20 maggio |     | Spagna      | 2-5  | Inghilterra |
| 20 maggio |     | Portogallo  | 5-2  | Svizzera    |

| Data      | Ora | Gara        | Gara | Gara        |
| --------- | --- | ----------- | ---- | ----------- |
| 20 maggio |     | Francia     | 1-0  | Italia      |
| 21 maggio |     | Belgio      | 6-0  | Inghilterra |
| 21 maggio |     | Spagna      | 3-2  | Francia     |
| 21 maggio |     | Italia      | 2-3  | Portogallo  |
| 22 maggio |     | Belgio      | 1-1  | Spagna      |
| 22 maggio |     | Francia     | 4-3  | Svizzera    |
| 22 maggio |     | Inghilterra | 3-4  | Italia      |
| 23 maggio |     | Belgio      | 6-0  | Svizzera    |
| 23 maggio |     | Spagna      | 4-3  | Italia      |
| 23 maggio |     | Inghilterra | 0-3  | Portogallo  |

## Campionato europeo
Il torneo fu valido anche come tredicesima edizione dei campionati europei e venne utilizzata la graduatoria finale del campionato mondiale per determinare le posizioni in classifica. Le partecipanti al campionato del mondo erano esclusivamente nazionali europee e quindi la graduatoria fu la medesima. Il Portogallo quindi si aggiudicò per la prima volta il torneo continentale.
| Classifica | Nazionale              |
| ---------- | ---------------------- |
| Oro        | Portogallo (1º titolo) |
| Argento    | Belgio                 |
| Bronzo     | Spagna                 |
| 4          | Italia                 |
| 5          | Inghilterra            |
| 6          | Francia                |
| 7          | Svizzera               |